# Sky Sword II

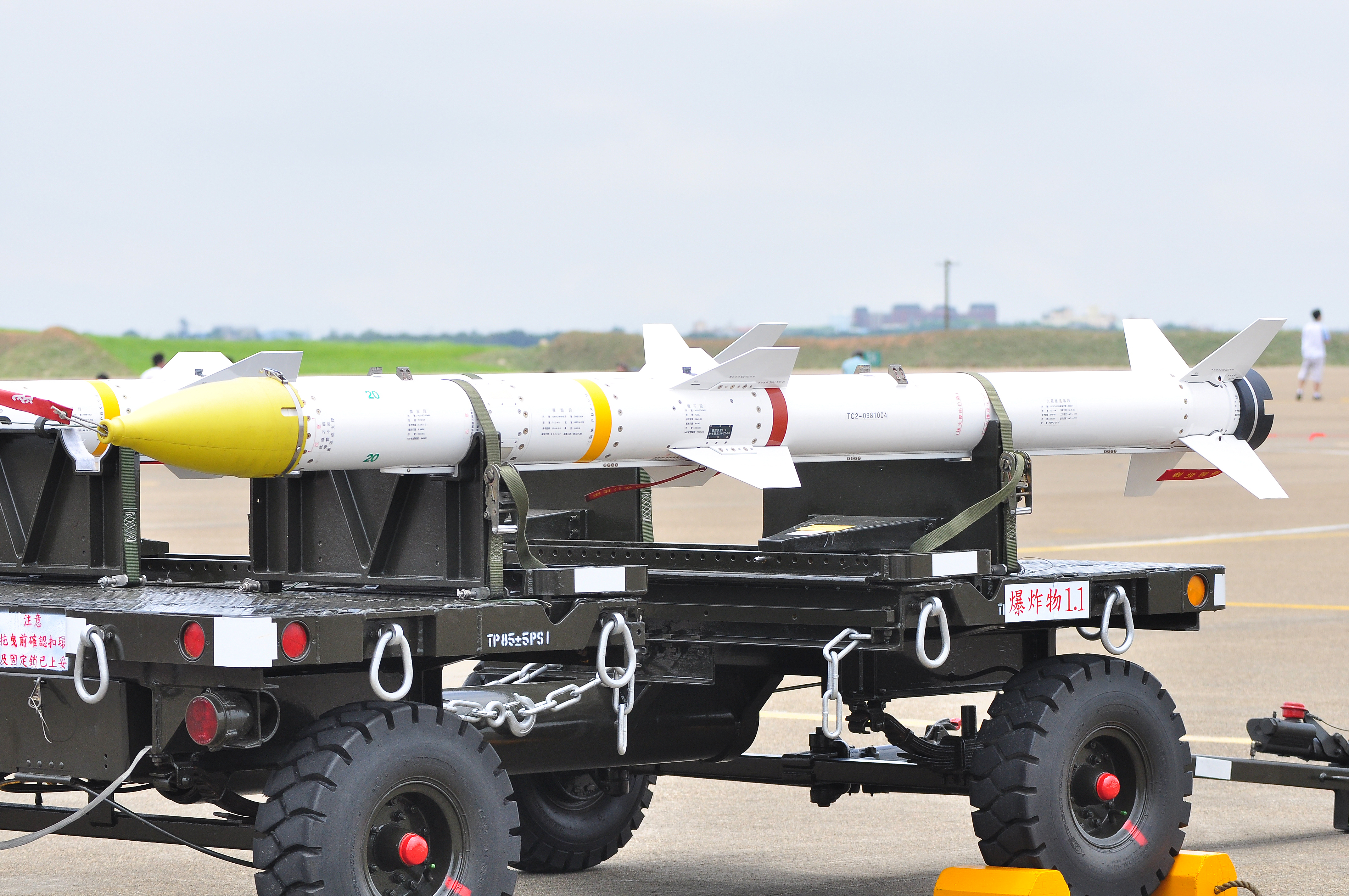
TC-2 Sky Sword II

O TC-2 Sky Sword II (天劍二, Tien Chien II) é um míssil ar-ar guiado por radar desenvolvido durante a década de 1990 pelo National Chung-Shan Institute of Science and Technology de Taiwan para a Força Aérea de Taiwan.